# تشارلز بورنس
تشارلز بورنس (بالإنجليزية: Charles Ritchie Burns)‏ هو طبيب نيوزيلندي، ولد في 27 مايو 1898، وتوفي في 8 فبراير 1985.